# Stazione di Satsukidai
La stazione di Satsukidai (五月台駅?, Satsukidai-eki) è una stazione ferroviaria situata nel quartiere di Asao-ku della città di Kawasaki, nella prefettura di Kanagawa in Giappone, servita dalla linea Odakyū Tama delle Ferrovie Odakyū.

## Linee
Ferrovie Odakyū
● Linea Odakyū Tama

## Struttura
La stazione è realizzata in superficie, con due marciapiedi laterali con due binari passanti in superficie. Le pensiline sono dotate di pannelli solari, per il supporto energetico della stazione, e il fabbricato viaggiatori si trova sopra il piano del ferro, collegato ad esso da scale fisse e ascensori.
| 1 | ● Linea Odakyū Tama    |  | per Tama-Center e Karakida                   |
| 2 | ● Linea Odakyū Odawara |  | per Shin-Yurigaoka, Shunjuku e linea Chiyoda |

## Stazioni adiacenti
| «                 | Servizio                          | »                 |
| Linea Odakyū Tama | Linea Odakyū Tama                 | Linea Odakyū Tama |
| ----------------- | --------------------------------- | ----------------- |
| Shin-Yurigaoka    | Locale Semiesp. sez. Semiespresso | Kurihira          |
| Transito          | Espresso Tama Espresso            | Transito          |